# Jānis Sudrabkalns
Jānis Sudrabkalns (skutečným jménem Arvīds Peine, od roku 1925 užíval jména Arvīds Sudrabkalns (17. května 1894 – 4. září 1975) byl lotyšský básník. Za svou činnost získal čestný titul Lidového básníka Lotyšské SSR (1947). Akademik na lotyšské Akademii věd SSR (1973).

## Životopis
Narodil se do rodiny majitele hospody Karla Peineho (vzděláním učitel) a jeho manželky Anny ve městě Inčukalns.  Roku 1902 se rodina přestěhovala do Jaunpiebalga. Po smrti otce Arvīds přerušil studium na gymnáziu a získával další znalosti prostřednictvím samostudia. Od svých deseti let psal básně, první báseň „Mežā ziemu“ pod pseudonymem Teodors Pērle byla publikována v roce 1909. Od roku 1913 žil s krátkými přestávkami v Rize.
Během první světové války, v roce 1915, byl Sudrabkalns mobilizován do armády. V březnu 1917 byl vyslán do novin „Brīvais strēlnieks“ (později „Latvju strēlnieks“). Začátkem roku 1918 byl Sudrabkalns demobilizován kvůli svému špatnému zdravotnímu stavu a začal pracovat jako korektor v novinách „Līdums“, kde byla 4. května 1918 zveřejněna jeho první humoristická báseň „Pavasara zaļais karogs“ pod pseudonymem Olivereto. Během této doby se mladý básník zamiloval do herečky Biruty Skujeniece. V roce 1919 pracoval jako překladatel pro noviny Cīņa. První úspěch přišel rok poté, roku 1920 se sbírkou básní „Spārnotā Armāda“. Podepisoval se jako Olivereto, někdy jako Florestans. Pracoval v novinách Latvijas Sargs (1920), Latvijas Vēstnesis (1924–1925), Hallo (1927–1928), Pēdējā brīdī (1927–1930), Dienas Lapa (1933–1934), Jaunākās ziņas (1937–1940), publikoval mnoho článků o lotyšské, německé, anglické, ruské a italské literatuře, divadle a hudbě. Za své hlavní literární dílo považoval to, které vzniklo po roce 1925. V roce 1927 si změnil příjmení a později je ve svých dokumentech uváděn jako Arvīds Sudrabkalns, zatímco svá díla podepisoval jménem Jānis Sudrabkalns.
Od ledna 1942 do září 1944 žil v Moskvě. Na podzim roku 1944 se vrátil zpět do Lotyšska. V poválečných letech vykonával řadu veřejných funkcí – byl členem předsedy Lotyšského mírového výboru SSR (1951–1962), členem správní rady spisovatelské unie (1941–1975) atd.
Sudrabkalns psal hlavně o otázkách sociopolitického a kulturního života, podporoval také komunistické a ideologické smýšlení. Dodržování ideologické konjunktury zasahovalo do jeho volné tvůrčí aktivity.  Na konci svého života ho po léčbě na psychiatrii v Moskevské kremelské nemocnici trápily komplexy méněcennosti, trpěl představami, že je někým pronásledován. Oženil se s Ernou Strautovou 20. srpna 1975, ale již 4. září 1975 zemřel.